# Thies Christophersen
Pour les articles homonymes, voir Christophersen.
Thies Christophersen, né le 27 janvier 1918 à Kiel et mort le 13 février 1997 à Molfsee, est un auteur et militant négationniste, ancien membre de la Waffen-SS durant la Seconde Guerre mondiale.

## Biographie
Thies Christophersen est né le 27 janvier 1918 à Kiel en province du Schleswig-Holstein.

### Affectation à proximité d'Auschwitz (1944)
Engagé dans la Wehrmacht en 1939, Thies Christophersen est blessé en mai 1940. Entré dans la Waffen-SS, il devient technicien agricole, spécialiste de la culture du pissenlit à caoutchouc et passe la plus grande partie de la guerre en Ukraine.
De janvier à décembre 1944, il est affecté à Rajsko, à moins de trois kilomètres du camp de concentration et d'extermination d'Auschwitz, où se trouve un centre de recherches agricoles et botaniques.

### Le Mensonge d'Auschwitz(1973)
Après la guerre, Thies Christophersen crée une association néo-nazie, la Bürger-und Bauerninitiative (BBI), ainsi qu'une petite maison d'édition, Nordwind. Il y publie en 1973 une brochure intitulée Le Mensonge d'Auschwitz (Die Auschwitz Lüge pour la version originale, Auschwitz: Truth or Lie dans sa première version en anglais, publiée au Canada).
Thies Christophersen y affirme en particulier qu'en 1944, se trouvant à si peu de distance du camp d'Auschwitz et ayant une fois visité Birkenau, il aurait été au courant des meurtres de masse, mais qu'il n'en fut jamais témoin ou informé ; quant à la « sélection » (qui désignait ceux immédiatement destinés à la chambre à gaz), il ne s'agissait que de permettre le choix et l'affectation de ceux qui allaient travailler. Il décrit également Auschwitz comme une sorte de « centre de villégiature » où les détenus pouvaient, après leur travail, faire de la natation, de la musique ou aller au bordel du camp.
Claude Zimmerman relève les nombreuses invraisemblances, contradictions et confusions présentes dans le Mensonge d'Auschwitz ainsi que dans les versions ultérieures données par Christophersen :
- Il cite Richard Baer, commandant d'Auschwitz I à partir de mai 1944, qui selon lui aurait déclaré n'avoir jamais vu aucune chambre à gaz à Auschwitz. De fait, l'unique chambre à gaz d'Auschwitz n'était plus en service à ce moment ; mais Richard Baer a en revanche reconnu l'existence des chambres à gaz de Birkenau (Auschwitz II). De même, il attribue cette même affirmation au docteur Benedikt Kautsky, qui aurait déclaré n'avoir vu de chambre à gaz. Or, Kautsky était prisonnier au camp de Monowitz-Buna: Monowitz (Auschwitz III) et a par ailleurs déclaré avoir parlé avec des témoins ayant vu les installations de Birkenau.
- Il en vient à affirmer n'avoir jamais vu de fumée au-dessus du camp ou encore qu'il n'y aurait eu absolument aucune exécution à Auschwitz.
- Il ne fait aucune mention de la déportation en masse des Juifs de Hongrie en mai-juillet 1944, qui ne pouvait passer inaperçue étant donné au moins le nombre de convois.
- Il veille à entretenir la confusion entre son témoignage écrit, où il se décrit comme étant constamment loin du camp de Birkenau (Auschwitz), et la portée de celui-ci qui concerne avant tout Birkenau. D'autre part, à deux reprises par la suite, il déclare lors de témoignages pendant des procès qu'il se serait rendu à Birkenau 5, 6 ou 7 fois, puis 20 fois.

### Un témoin négationniste
Préfacée par Manfred Roeder, traduite notamment en anglais, en français (par Michel Caignet, François Duprat en assurant la diffusion en particulier au sein du Front national) et en italien (Claudio Mutti la publie dans La Sfinge) et diffusée à plus de 100 000 exemplaires, la brochure de Christophersen fait partie des principaux « témoignages » néo-nazis qui apparaissent dans les années 1970, avec Le Mythe d'Auschwitz de Wilhelm Stäglich (en). Présentée comme une « réplique » aux témoignages de Rudolf Höss et de Kurt Gerstein, elle est une des références fétiches de Robert Faurisson.
Poursuivi pour d'autres écrits, Christophersen se cache en Belgique, puis est arrêté et incarcéré un an en Allemagne en 1983. Il se réfugie ensuite en 1986 au Danemark. Il témoigne en 1988 au Canada lors du second procès du négationniste Ernst Zündel, éditeur de la traduction anglaise de son livre,.
En 1990, le journaliste Michael Schmidt interviewe Thies Christophersen qui, le prenant pour un sympathisant néo-nazi, convient qu'il ne mentionne jamais les chambres à gaz et ajoute « je veux alléger notre fardeau et prendre notre défense. Mais, c'est vrai, c'est impossible avec tout ce que nous avons fait. je ne peux le nier mais n'importe quel avocat de la défense éviterait de faire allusion à la pièce à conviction. Cela ne me gêne pas, j'aurai le sentiment de trahir mes amis si je disais le contraire en public maintenant. Et ça, je ne l'ai jamais fait ». Comme le souligne Henry Rousso, « c'est la première fois qu'un négationniste, reconnu et souvent cité de par sa qualité de "témoin", reconnaît l'existence d'"atrocités allemandes" pendant la guerre, reconnaît même qu'il est "partial", et non plus sur le terrain des "faits". C'est surtout la première fois qu'un négationniste explique le sens de son mensonge : la volonté de déculpabiliser les Allemands, et qu'il s'exprime sur l'une des tactiques employées, à savoir le fait de ne jamais citer l'arme du crime. Quant à la dernière phrase, elle est un véritable aveu, qui en dit long sur l'effort mental nécessaire à la propagation de tels mensonges, et qui montre que les négationnistes, du moins certains, sont parfaitement conscients et lucides sur les énormités criminelles qu'ils profèrent. » 
En 1994, il cherche asile en Suisse, puis en Espagne. Malade, il revient finalement en Allemagne et y meurt en février 1997.

## Publications
- Die Auschwitz Lüge, 1974 Christophersen, Thies. Die Auschwitz-Luege(1978, 84 S.). Pdf (1978) (de)
- Die Bauernschaft
- Christophersen, Thies. Adolf Hitler — Ein Leben fuer Deutschland und Europa(34 S.). (1989) (de)